# Biblioteka Pedagogiczna w Górze
Biblioteka Pedagogiczna w Górze – biblioteka gromadząca głównie literaturę pedagogiczną, psychologiczną i socjologiczną; preferowani czytelnicy to nauczyciele.

## Organizacja
Biblioteka Pedagogiczna powstała w 1951 r. Była filią Pedagogicznej Biblioteki Wojewódzkiej we Wrocławiu; w latach 1960–1975 – Powiatową Biblioteką Pedagogiczną. W związku z przejściem Góry z województwa wrocławskiego do województwa leszczyńskiego stała się filią Pedagogicznej Biblioteki Wojewódzkiej w Lesznie (1975–1990). W 1991 r. wraz z Pedagogiczną Biblioteką Wojewódzką w Lesznie weszła w skład Wojewódzkiego Ośrodka Metodycznego, następnie od 1993 r. – Wojewódzkiego Ośrodka Doskonalenia Nauczycieli i od 1995 r. – Ośrodka Doskonalenia Nauczycieli i Kształcenia Ustawicznego. W konsekwencji utworzenia powiatów i województwa dolnośląskiego funkcjonowała jako filia Dolnośląskiej Biblioteki Pedagogicznej we Wrocławiu (1999–2000). Od 2001 r. stała się częścią Powiatowego Centrum Doskonalenia Nauczycieli w Górze, a od 1 października 2002 r. – Powiatowego Centrum Doskonalenia Nauczycieli i Poradnictwa Psychologiczno-Pedagogicznego w Górze. Merytorycznie podlega Dolnośląskiej Bibliotece Pedagogicznej.

## Lokal
Najpierw mieściła się w kancelarii ogólnej Wydziału Oświaty Prezydium Powiatowej Rady Narodowej. Kilkakrotnie się przenosiła. Najdłużej funkcjonowała przy ul. Armii Polskiej 12 (1963–1975), ul. Marchlewskiego – obecnie Podwale 43 (1975–1993), od 1993 r. – pl. Bolesława Chrobrego 27.

## Udostępnianie zbiorów
W 1951 r. księgozbiór liczył 576 pozycji, odnotowano 29 czytelników, zarejestrowano 160 wypożyczeń. W 2012 r. biblioteka posiadała 50701 książek, 2435 czasopism, 511 czytelników, na zewnątrz wypożyczono 4557 książek i w czytelni – 714, na miejscu udostępniono 592 czasopisma.
Od czerwca 2012 r. do obsługi czytelników jest wykorzystywany system komputerowy „Aleph”.

## Kierownicy
- nazwisko pierwszego kierownika nie jest znane

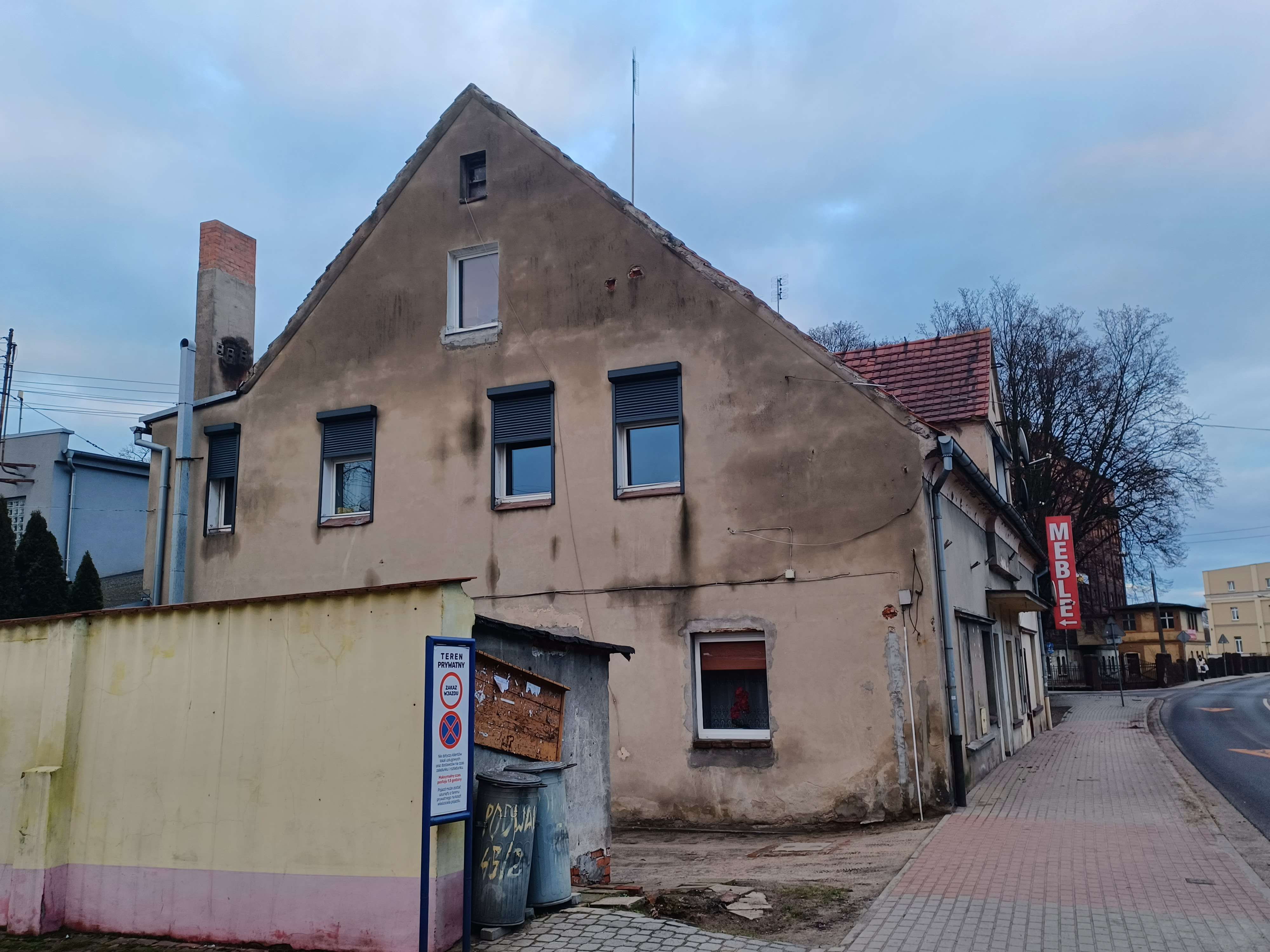
Budynek biblioteki do 1993 - obecnie dom wielorodzinny

- Anatol Dobrowolski (1951–1953)
- Henryk Kubiak (1953–1954)
- Antoni Czerwiński (1954–1965)
- Zofia Zarzecka (1965–1966)
- Ryszard Kucharski (1966)
- Eugeniusz Haręzga (1966–1968)
- Bogdan Kosmulski (1968–1971)
- Budynek biblioteki do 1993 - obecnie dom wielorodzinnyJan Hryniewicz (1971–1972)
- Ryszard Kucharski (1972–1985)
- Zofia Stepan (1985–1991)
- Mirosław Żłobiński (2001–2015)
- Ewa Maria Walczak (od 2015)

## Współpraca ze środowiskiem
Biblioteka we współpracy z Towarzystwem Ziemi Górowskiej wydaje „Kwartalnik Górowski” – pismo poświęcone historii Góry i powiatu górowskiego. W styczniu 2013 r. ukazał się 40 numer.